# فرودگاه نووی ساچ-نوسوسینا دولنا
فرودگاه نووی ساچ-نوسوسینا دولنا (به انگلیسی: Nowy Sącz-Łososina Dolna Airport) (به زبان بومی: Lotnisko Nowy Sącz-Łososina Dolna) یک فرودگاه است که یک باند فرود چمن دارد و طول باند آن ۸۰۰ متر است. این فرودگاه در کشور لهستان قرار دارد .